# Zanzibar West (vùng)
Zanzibar West là một vùng của Tanzania. Thủ phủ của vùng Zanzibar West đóng tại Zanzibar. Vùng Zanzibar West có diện tích 230 ki lô mét vuông. Đến thời điểm điều tra dân số ngày 25 tháng 8 năm 2002, vùng Zanzibar West có dân số 391002 người.